# 斑啄果鸟科
斑啄果鸟科（学名：Pardalotidae）也称斑食蜜鸟科，是雀形目的一个单型科，现仅存4种，分布于大洋洲，以昆虫为食。
- 斑啄果鸟（Pardalotus punctatus）
- 四十斑啄果鸟（Pardalotus quadragintus）
- 红眉斑啄果鸟（Pardalotus rubricatus）
- 黄端斑啄果鸟（Pardalotus striatus ）